# 제라드 버틀러
제라드 버틀러(Gerard James Butler, 1969년 11월 13일 ~ )는 스코틀랜드의 배우, 영화 제작자이다.

## 생애
글래스고 대학교에서 법학을 전공하였으며, 에든버러의 로펌에서 2년간 수습(trainee solicitor)으로 일하다가 잦은 음주와 지각으로 인해 정식 사무 변호사 자격을 따기 직전에 해고된 후 배우로 전직했다.

## 출연 작품

### 영화
- 미세스 브라운 (1997)
- 007 네버 다이 (1997)
- 탈로스 (1998)
- 드라큐라 2000 (2000) - 드라큘라 / 유다 이스카리옷 역
- 해리슨의 꽃 (2000)
- 슈터 (2002)
- 레인 오브 파이어 (2002) - 크리디 역
- 툼 레이더 2: 판도라의 상자 (2003) - 테리 셰리든 역
- 타임라인 (2003) - 안드레이 마렉 역
- 오페라의 유령 (2004) - 팬텀 역
- 디어 프랭키 (2004)
- 고어 비달의 칼리귤라의 리메이크 예고편 (2005, Needlework Pictures Presents Francesco Vezzoli in Gore Vidal's 'Caligula') - 카시우스 카이에라 (Cassius Chaerea) 역
- 게임 오브 데어 라이브스 (2005)
- 킹덤 오브 헤븐 2 (2005)
- 300 (2007) - 레오니다스 1세 역
  - 300: 제국의 부활 (2014)
- 더 버터플라이 (2007) - 닐 랜들 역
- 길티 하츠 (2007, Guilty Hearts)
- P.S 아이 러브 유 (2007) - 제리 역
- 님스 아일랜드 (2008) - 잭 루소 / 앨릭스 로버 역
- 락큰롤라 (2008)
- 어글리 트루스 (2009) - 마이크 채드웨이 역
- 게이머(2009) - 케이블 / 존 틸먼 역
- 모범시민 (2009) - 클라이드 셸턴 (제작 겸임)
- 바운티 헌터 (2010) - 마일로 보이드 역
- 머신건 프리처 (2011) - 샘 칠더스 역 (총괄 제작 겸임)
- 코리올라누스: 세기의 라이벌 (2011) - 툴루스 아우피디우스 역
- 체이싱 매버릭스 (2012) - 프로스티 헤슨 역
- 당신에게도 사랑이 다시 찾아올까요? (2012) - 조지 역 (제작 겸임)
- 무비 43 (2013) - 레프러콘 1과 2 역
- 백악관 최후의 날 (2013) - 마이크 배닝 역 (제작 겸임)
  - 런던 해즈 폴른 (2016) (제작 겸임)
  - 엔젤 해즈 폴른 (2018) (제작 겸임)
- 악의 도시 (2015, Septembers of Shiraz)  (제작, 미출연)
- 갓 오브 이집트 (2016) - 세트 역
- 타임 투게더 (2016) - 데인 젠슨 역 (제작 겸임)
- 지오스톰 (2017) - 제이크 역
- 헌터 킬러 (2017)
- 크리미널 스쿼드 (2018) - '빅 닉' 오브라이언 역 (제작 겸임)
- 키퍼스 (2018) (제작 겸임)
- 뎀 댓 팔로우 (2018, Them That Follow) (제작, 미출연)
- 그린랜드 (2020) (제작 겸임)
- 캅샵: 미친놈들의 전쟁 (2021) (제작 겸임)
- 분노의 추격자 (2022) (제작 겸임)
- 플레인 (2023) - 브로디 토런스 역 (제작 겸임)
- 칸다하 (2023, Kandahar) (제작 겸임)
- 드래곤 길들이기 (2025) - 스토이크 역

### 애니메이션 영화
- 드래곤 길들이기 (2010) - 스토이크 역
  - 나이트 퓨리의 선물 (2011)
  - 드래곤 길들이기 2 (2014)
  - 드래곤 길들이기 3 (2019)
- 테일즈 오브 더 블랙 프레이터 (2009, Tales of the Black Freighter)
- 나야 레전드 오브 더 골든 돌핀 (2025 예정, Naya Legend of the Golden Dolphin)

### 텔레비전
- Attila (2001)
- 더 레이트 레이트 쇼 위드 크레이그 퍼거슨 (2005)
- Up Close with Carrie Keagan (2007) - 초대 손님
- 새터데이 나이트 라이브 (2009)